# Roderico Anzueto Valencia
Roderico Anzueto Valencia (Tacaná, 24 de marzo de 1886 - Guatemala, 30 de noviembre de 1966) fue un oficial del Ejército de Guatemala con gran influencia en la vida política del país en la primera mitad del siglo XX. Fue uno de los delatores de los cadetes que habían atentado contra el presidente Manuel Estrada Cabrera en 1908 y agente de este, y posteriormente jefe de la policía y ministro de Agricultura durante el Gobierno del general Jorge Ubico, que se inició en marzo de 1931. El Gral Roderico Anzueto Valencia heredó de su familia grandes extensiones de tierra, convirtiéndose en uno de los hombres más ricos de la República de Guatemala, con ideales políticos de extrema derecha. 

## Reseña biográfica
Tras ser pareja de Josefina del Carmen Milla Valenzuela, con quien tuvo una hija, contrajo matrimonio con Cristina Vielman Escobar, con quien tuvo varios hijos, entre ellos el arquitecto Gustavo Anzueto Vielman, que posteriormente fue comandante civil de fuerzas militares de reserva y candidato presidencial por la Central Auténtica Nacionalista, partido político del general Carlos Arana Osorio en las Elecciones generales de Guatemala de 1982.

### Atentado de «los cadetes» contra Manuel Estrada Cabrera

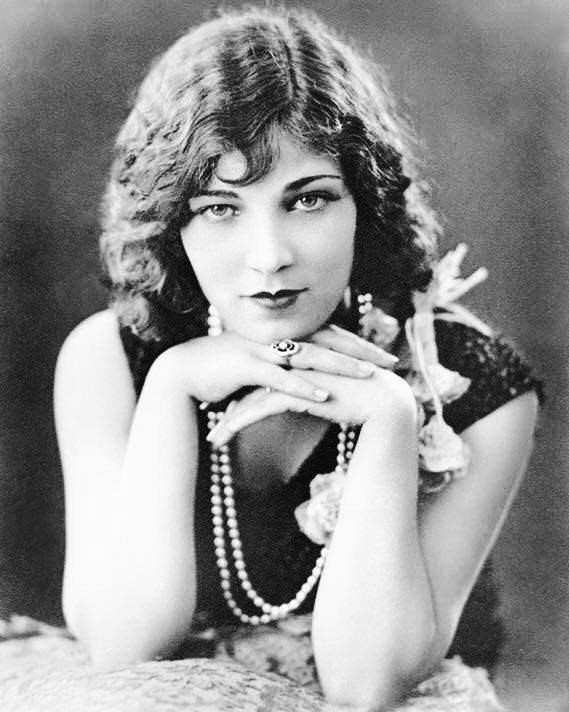
Josefina del Carmen Milla Valenzuela fue pareja del oficial Anzueto Valencia, con quien tuvo una hija. Luego ella se casó con el periodista opositor Clemente Marroquín Rojas, quien le dio su apellido a la hija de Josefina.

Para 1908, la iglesia de Santo Domingo había cambiado el recorrido de su solemne procesión de Viernes Santo para pasar frente a la casa de habitación del presidente, situada en la 7.ª avenida sur de la Ciudad de Guatemala. Esta circunstancia fue tenida en cuenta por varios cadetes y oficiales de la Escuela Politécnica, quienes advirtieron que el capirote del traje de cucurucho —que por esos años cubría el rostro de los penitentes— era ideal para esconder a posibles conspiradores. Los cadetes concibieron un plan sencillo: aprovechando que la procesión iba a pasar frente a la casa del presidente, irían disfrazados de cucuruchos, invadirían la casa presidencial y apresarían a Estrada Cabrera. Pero para el Miércoles Santo de ese año los conjurados estaban presos: dos de ellos, durante una borrachera en una fonda, habían hablado de más y terminado en la cárcel. Estrada Cabrera, una vez que supo de la conjura, puso palizadas frente a su casa, prohibió que la procesión pasara enfrente y prohibió el uso de los capirotes en el traje de cucurucho. Uno de los delatores fue el oficial Anzueto Valencia, quien era uno de los agentes del presidente Estrada Cabrera.

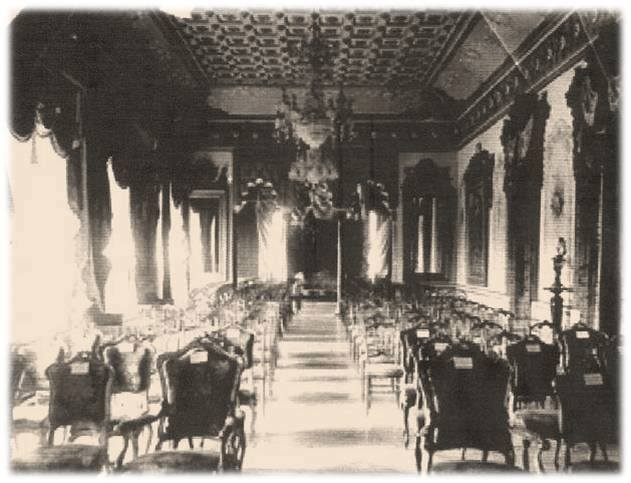
Salón de recepciones del Palacio de Gobierno, en donde ocurrió el atentado contra el presidente en 1908.

El 20 de abril de 1908, durante la recepción oficial del nuevo ministro plenipotenciario de Estados Unidos en el Palacio de Gobierno, el cadete de la Escuela Politécnica Víctor Manuel Vega ―en venganza por la prisión y las torturas de sus jefes y amigos―, le disparó a Estrada Cabrera a quemarropa, pero el proyectil solo hirió a este en el dedo meñique. Enfurecido, y a modo de escarmiento popular, Estrada Cabrera ordenó fusilar a prácticamente toda la compañía de cadetes a la cual pertenecía Vega, excepto a dos integrantes, Rogelio Girón y Manuel Hurtarte, quienes fueron llevados a la penitenciaría central sin darles razón alguna. En cuanto al cadete Vega, este había muerto en el lugar donde intentó perpetrar el magnicidio, cayendo a los pies de Estrada Cabrera al ser alcanzado por las balas de los guardias de este. El presidente ordenó que la escuela militar fuera disuelta, el edificio demolido y que se regara sal sobre los cimientos.
Numerosos militares fueron encarcelados, incluyendo algunos generales allegados al presidente.

### Caída del gobierno del licenciado Manuel Estrada Cabrera
Anzueto Valencia fue capturado luego del derrocamiento del presidente Estrada Cabrera durante los acontecimientos de la Semana Trágica de 1920, tras la rendición de la residencia presidencial de La Palma, el 14 de abril de 1920.
Su fotografía apareció entre los personajes reconocidos como esbirros del expresidente, y logró escapar a una muerte segura cuando se suspendieron los linchamientos que las masas unionistas estaban haciendo con los agentes de Estrada Cabrera en la Plaza de Armas el 16 de abril de 1920.

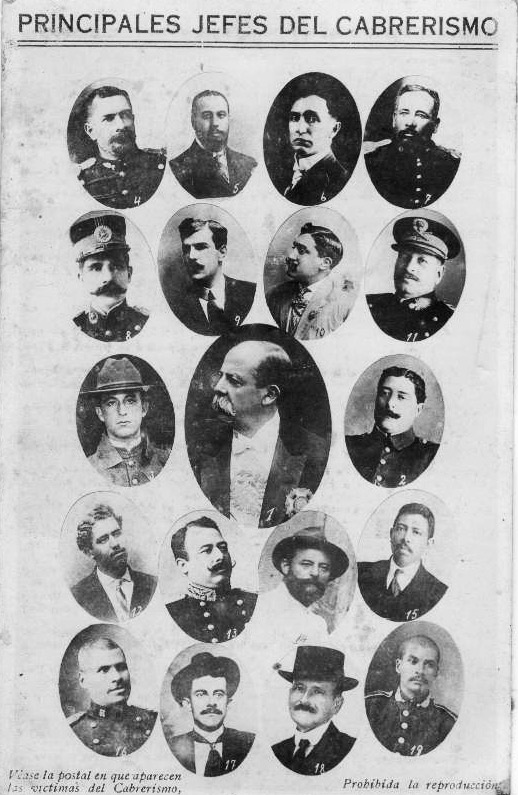
Postal impresa por Unión Tipográfica con algunos de los esbirros del derrocado presidente Manuel Estrada Cabrera, en abril de 1920. Anzueto Valencia aparece con el número 10.

### Complot de 1934 contra el presidente Ubico Castañeda

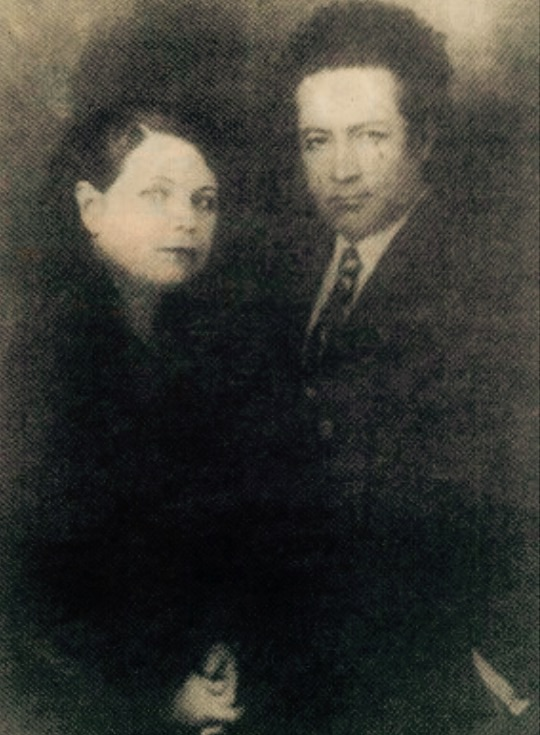
Efraín Aguilar Fuentes y su esposa, la poetisa Magdalena Spínola en 1930.

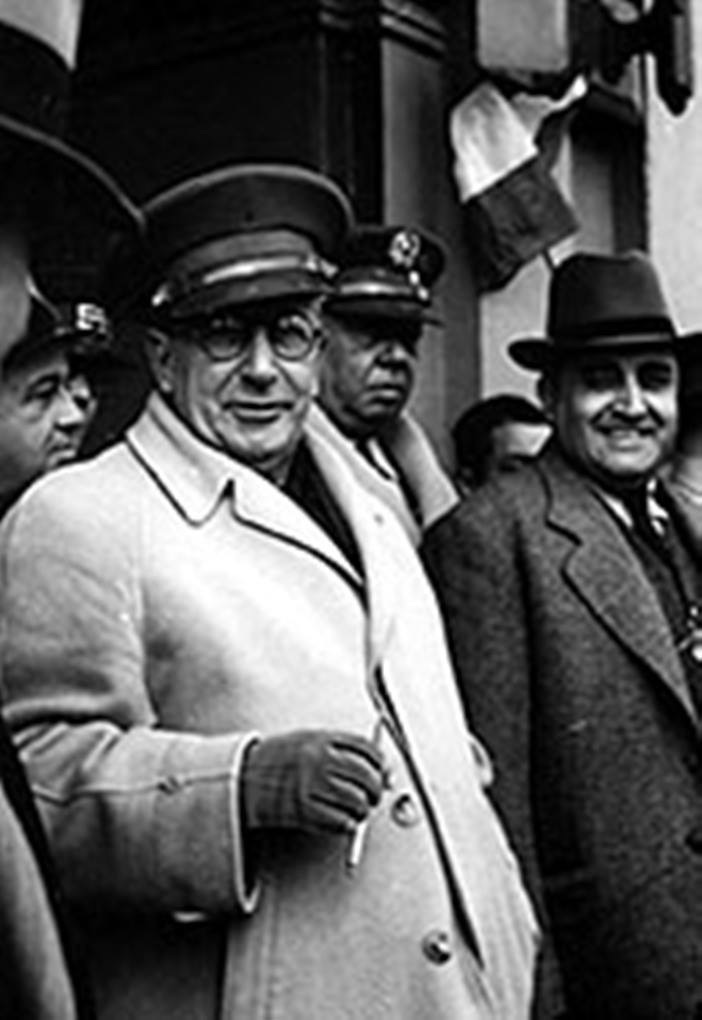
El general Jorge Ubico —a la izquierda, sobre todo de color claro y cigarrillo— acompañado por Anzueto Valencia —a la derecha— en 1940.

El 18 de septiembre de 1934 fueron ejecutados dentro de la Penitenciaría Central Efraín Aguilar Fuentes, Juventino Sánchez y Humberto Molina Santiago —quien había intentado formar un partido político en Quetzaltenango para apoyar la candidatura del general Anzueto Valencia para las elecciones presidenciales—, Rafael Estrada Guilles y el coronel Luis Ortiz Guzmán. Todos habían sido acusados de planear un complot para asesinar al presidente Ubico Castañeda. La campaña de persecución incluyó a varios ciudadanos quezaltecos, y de los fusilados, varios eran estudiantes y profesionales vinculados a la antigua Escuela Facultativa de Derecho de Occidente, la cual fue cerrada por orden de Ubico. Con motivo de las persecuciones, se produjo una fuerte emigración de familias quezaltecas hacia la Ciudad de Guatemala y México, pues el jefe político de Quetzaltenango, Enríquez Barrios —quien era cuñado del general Anzueto Valencia— fue implacable.
En el libro El Jardín de las Paradojas que escribió en 1935, el escritor Efraín De los Ríos acusó al entonces director de la policía, general Anzueto Valencia, de incriminar a los supuestos conjurados. De acuerdo a De los Ríos, los hechos fueron los siguientes: a principios de septiembre de 1934, cuando Ubico decidió a convocar a un plebiscito para que Guatemala decidiera si podría seguir otros seis años en el poder, el licenciado Efraín Aguilar Fuentes —director del Primer Registro de la Propiedad Inmueble— se negó a ser parte de los seguidores del presidente, y cuando este lo citó a su despacho para recriminarle su actitud, Fuentes le dijo que estaba enterado de que el entonces director de la policía, Anzueto Valencia, se había apropiado ilícitamente de veintiocho propiedades y que por esa razón ya no apoyaría al gobierno. Ahora bien, lo que Aguilar Fuentes no sabía en ese momento, era que Anzueto Valencia solamente era testaferro del general Ubico en unas de esas propiedades. En las semanas siguientes, Anzueto Valencia elaboró una lista de personas involucradas en un complot para asesinar al presidente, y entre ellas estaba el licenciado Aguilar Fuentes. Todos los conjurados fueron apresados y torturados, y sus confesiones arrancadas en las torturas fueron publicadas en el periódico El Liberal Progresista.
Por estas fuertes acusaciones, De los Ríos fue apresado en la Penitenciaría Central durante la mayor parte del resto del gobierno del general Ubico Castañeda.

### Renuncia del presidente Ubico Castañeda
El 1 de julio de 1944, luego de protestas masivas en su contra, el general Jorge Ubico Castañeda decidió renunciar a la presidencia de Guatemala, en la que estaba desde 1931; mucho se ha especulado al respecto, pero lo más seguro es que sus razones fueron su precaria salud o el deseo de emular al general Rafael Carrera y retirarse solamente para que el mismo pueblo lo llamara nuevamente para rescatar a la nación.. En todo caso, lo que ocurrió fue que le solicitó a Anzueto Valencia que le eligiera a tres generales para que lo sucedieran y este eligió a aquellos que consideró que serían lo más fáciles de manejar: Federico Ponce Vaides, Eduardo Villagrán Ariza y Buenaventura Pineda; y, de hecho, el primer acto oficial de la nueva junta fue emborracharse para celebrar su buena fortuna. Pero el 4 de julio de 1944, el ambicioso general Ponce Vaides tomó el control de la situación, y dejando por un lado a sus compañeros de junta y al propio Anzueto envió a oficiales armados con ametralladoras Thompson al Congreso de la República para que lo nombraran como presidente provisional, logrando que los diputados se aterrorizaran y dejaran por un lado el clamor popular que urgía a los representantes a nombrar al doctor Carlos Federico Mora. Ponce se convirtió en un dictador al estilo de Ubico, pero fue finalmente derrocado por la revolución del 20 de octubre de 1944.

## Muerte
El general Anzueto Valencia murió en la Ciudad de Guatemala el 30 de noviembre de 1966.